# دوني ديفيز
دوني ديفيز (بالإنجليزية: Donny Davies)‏ (13 مارس 1892 بمانشستر في المملكة المتحدة - 6 فبراير 1958 في ألمانيا) هو صحفي ولاعب كريكت ولاعب كرة قدم بريطاني (وحمل سابقاً جنسية المملكة المتحدة لبريطانيا العظمى وأيرلندا) في مركز جناح. لعب مع بورت فايل ونادي مقاطعة لانكشر للكريكت ‏.